# Phat Farm
Phat Farm ist eine US-amerikanische Modemarke für Street fashion und Hip-Hop-Clothing. Gegründet wurde sie 1992 von Russell Simmons, der Phat Farm 2004 für 140 Mio. Dollar an das Hip-Hop-Label Def Jam verkaufte. Außerdem ist er Besitzer der Damenmarke Babyphat, die seine Frau Kimora Lee Simmons verwaltet (Katzen-Logo). Phat Farm wird von vielen Rappern getragen und hat Kultstatus in der Hip-Hop-Szene. Die Firma stellt hauptsächlich Jeans, Polo-Shirts, Schuhe und Trainingsanzüge her. Der Phat-Farm-Flagshipstore liegt in New York City.